# Zhou Peishun
Zhou Peishun (chiń. 周培順, ur. 8 marca 1962 w Taizhou) – chiński sztangista, srebrny medalista olimpijski i mistrzostw świata z Los Angeles.
Igrzyska w Los Angeles w 1984 roku były jego jedynym występem olimpijskim. Po medal sięgnął w najniższej wadze, do 52 kilogramów, jednak dokonał tego pod nieobecność sportowców z części krajów bloku wschodniego, m.in. radzieckich sztangistów. Na podium rozdzielił tam swego rodaka Zenga Guoqianga i Japończyka Kazushito Manabe.